# 블루어웨스트빌리지

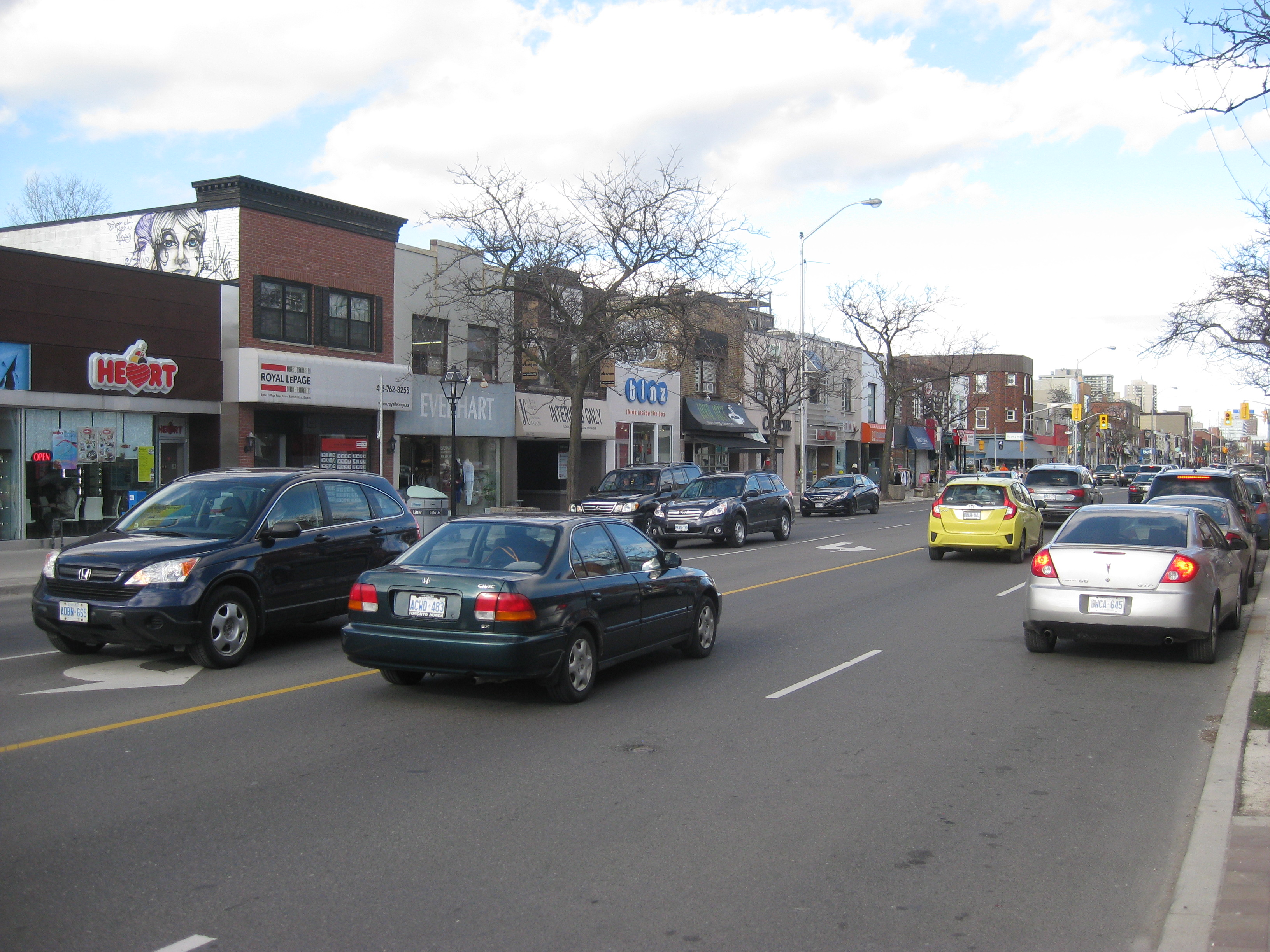

블루어웨스트빌리지(영어: Bloor West Village)는 블루어가를 따라 사우스 킹스웨이와 엘리스파크 로드 사이 구간의 식당, 상점 등 400개 업소가 밀집한 캐나다 온타리오주 토론토의 쇼핑 구역이다. 이곳에는 전문 의류점과 서점, 식당, 카페 등이 밀집해있다. 이 동네는 1970년에 처음으로 상권발전구역으로 지정된 동네로 이후 토론토의 다른 상권은 물론 전세계 다른 도시에 영향을 미쳤다.

## 역사
블루어웨스트빌리지의 블루어가 북쪽 지역은 윌리엄 스미스 듀리가 1850년대 부지를 소유했던 것으로 거슬러 올라간다. 듀리는 지브롤터 출신의 장교로, 1863년에 캐나다 왕립 예비군에서 2대대 칭호를 확보하는 등 군대에서 성공을 거두었다. 그의 사유지로 이어지는 도로 이름은 그의 성을 따서 듀리가로 지어졌다.
이 지역은 토론토 교외 철도 (Toronto Subway Railway, TSR)가 웨스트정션 북쪽 끝에 철도를 건설하면서 크나큰 변화를 겪었다. 당시 주민들은 아일랜드와 잉글랜드 출신이였고 지역 주민 다수가 철도 회사에서 일했다. 철도 운행이 시작하자 토지 소유자들은 매각을 위해 부지를 분할하기 시작하였다. 존 스칼렛은 부지를 처음으로 개발한 사람 중 한 명이였고 이 토지는 러니미드에스테이트 (Runnymede Estate)라고 명명하였다.
스칼렛은 험버강을 따라 여러 공장을 운영했으며 엄청난 재산을 소유한 재력가였다. 1817년에 그는 오늘날의 정션으로 불렸던 대부분 지역을 매입했으며 이 지역의 최초 고용주이기도 했다. 러니미드 로드는 스칼렛이 지은 그의 부지로 이어지는 도로였다.
1909년 웨스트토론토시는 토론토시에 흡수되었고 웨스트토론토는 오늘날의 블루어웨스트빌리지와 정션 지역을 포함하고 있었다. 도시 통합에 따라 이 지역은 빠른 성장을 거두었고 현재 상업용 도로를 따라 있던 대부분 건물은 1920년대와 30년대에 지어졌다. 이곳에는 식료품 가게, 시장, 보석상, 라디오 상점, 사탕 가게, 극장 등이 자리잡았으며 이에 따라 주택 개발도 발빠르게 이루어졌다. 지역 주민들은 제분 공장, 대장장이 및 벨트 제조 업체와 같은 숙련공으로 일했다.

### 블루어가
블루어가가 놓이면서 이 지역의 교통수단과 기술에 큰 영향을 미쳤다. 원래 블루어가는 토론토 동쪽의 킹스턴 로드에서 온타리오주 패리스까지 이어지는 간선 도로로 5번 고속도로로 불리었다. 블루어라는 이름은 1830년에 요크빌을 설립한 양조업자 조셉 블루어의 이름을 따서 지어졌다.
토론토 교외 철도는 1800년대 후반부터 웨스트정션의 북쪽 끝 구간을 운행했지만 블루어 남쪽 구간은 1917년에야 운행을 시작하였다. 블루어 이남 구간 또한 개발하길 바랐던 토론토시는 회사들이 블루어가를 따라 전차선을 건설하도록 지시하는 조례를 통과했지만 토론토철도회사 (TRC)는 물론 TSR 또한 꺼려했다. 이에 따라 1914년에 토론토시가 직접 나서서 선로를 놓고 TRC가 운영하는 조건으로 합의가 이루어졌다.
당시 블루어가는 좁은 비포장도로였고 킬가에 하나, 퀘벡 애비뉴와 러니미드 로드 사이에 하나씩 두 개의 깊은 계곡이 있었다. 계곡의 공백을 채우는 데에는 3년이 걸렸고 1917년에 전차 노선이 개통하였다. 1921년에 토론토 대중교통 운영권이 시에게 넘어오면서 새로 구성된 토론토 교통국에서 이 노선을 "블루어 웨스트" (Bloor West)라고 개명하고 노선은 제인 스트리트까지 연장되었다. 전차가 놓이면서 주거 및 상업 개발이 이루어졌고 1931년부터 지하철이 연장 개통한 1968년까지 외곽 지역 버스는 제인에서 종착하여 제인과 블루어는 대중교통 중심지로 거듭났다.

### 지하철 개통 이후
1966년 2월 25일에 2호선 블루어-댄포스가 개통하면서 지역 주민들은 블루어가 대신에 토론토 시내에서 손쉽게 쇼핑할 수 있었고, 쇼핑몰이 하나둘씩 개장하면서 동네 자영업자들은 경쟁 상대가 하나 더 늘게 되었다. 이 동네의 자영업자들은 상권을 활성화하기 위해 동네 소상공인 협회를 지으려고 하였지만 지지부진하였고 동네를 새단장하고 마케팅하는 데 있어서 돈이 모자랐다. 이에 따라 지역 상인들은 시와 주 정부에 지정된 지역의 모든 상인들이 동네 발전 기금에 돈을 모으도록 법을 제정해줄 것을 촉구하였고 이에 따라 1970년에 온타리오주 지방자치단체법이 개정되면서 전세계에서 처음으로 블루어웨스트빌리지 상권발전협회 (Bloor West Village Business Improvement Association)가 설립되었다.
상권발전협회를 처음 고안해낸 알렉스 링은 토론토의 66개 상권발전구역을 대표하는 토론토상권발전지역협회 (Toronto Association of Business Improvement Areas, TABIA)를 설립하였다. 링은 블루어웨스트빌리지 BIA 대표를 24년동안 맡았고 BIA는 매년 다채로운 이벤트와 축제를 개최하고 지역 개선 공사에도 착수해 지역 상권 활성화를 도모하였다.
2017년 가을부터 토론토시는 블루어웨스트빌리지를 유산보존지구로 지정하는 방안을 두고 타당성 검토에 들어갔다. 블루어웨스트빌리지는 20세기 초중반에 지어진 간선 도로로 동쪽에는 하이파크를 끼고 있고 서쪽으로는 험버강을 끼고 있다. 이곳은 스완지, 웨스트토론토, 브록턴빌리지 등과 함께 토론토의 성장 과정을 지켜본 곳으로, 건축 양식이 1920년 블루어 노면 전차 건설과 1960년 지하철 개통 당시 모습 그대로를 반영하고 있다는 점을 들었다.

## 같이 보기
- 2호선 블루어-댄포스